# أبو المظفر السمعاني
أبو المظفر السمعاني (426 هـ - 489 هـ) هو منصور بن محمد بن عبد الجبار بن أحمد التميمي، السمعاني(1)، المروزي(2)، الحنفي كان، ثم الشافعي.

## مولده وطلبه للعلم
ولد سنة 426 في مرو في بلاد خراسان، ونشا في أسرة عريقة من العلم فوالده وأخوته وأولاده وأولاد أولاده من كبار العلماء، وكان في البداية حنفيا كوالده وتلقى العلم عليه، وبعد وفاة والده رحل إلى بغداد عام 461 هـ، وجرت بينه وبين علماء بغداد المناظرات والمباحثات والتقى في هذه الرحلة أبو إسحاق الشيرازي صاحب المهذب، والإمام أبا نصر بن الصباغ وجرت بينهما مناظرات وسمع من عدد من المحدثين، ثم خرج إلى الحج وصحب بمكة الإمام أبو القاسم الزنجاني ثم عزم على الانتقال إلى مذهب الشافعي وعاد إلى مرو، وبسبب تحوله عن مذهب أبو حنيفة تعرض لمضايقات فرحل إلى طوس ثم نيسابور واستقبله الوزير نظام الملك وعرف له قدره ومكث بها فترة عقد فيها مجلس للتذكير ثم عاد إلى مرو وصلح حاله ودرس بها في مدرسة الشافعية ، وكان إماما في شتى أنواع العلوم الإسلامية والعربية.

## شيوخه
1. أبو غانم أحمد بن علي الكراعي.
2. أبو بكر بن عبد الصمد الترابي.
3. عبد الصمد بن المأمون.
4. أبو صالح المؤذن.
5. أبو القاسم الزنجاني.
6. أبو منصور السمعاني.

## تلاميذه
1. عمر بن محمد السرخسي.
2. أبو نصر محمد بن محمد الفاشاني.
3. محمد بن أبي بكر السنجي.
4. إسماعيل بن محمد التيمي.
5. أبو نصر الغازي.
6. أبو سعد بن البغدادي.

## مؤلفاته
قال أبو سعد السمعاني:
| أبو المظفر السمعاني | صنف جدي التفسير، وفي الفقه والأصول والحديث، وتفسيره ثلاث مجلدات وله الاصطلام (الاصطلام في الخلاف بين الإمامين الشافعي وأبي حنيفة) الذي شاع في الأقطار، وكتاب القواطع في أصول الفقه، وله كتاب الانتصار بالأثر في الرد على المخالفين، وكتاب المنهاج لأهل السنة، وكتاب القدر، وأملى تسعين مجلسا، سمعت من يحكي عن رفيق جدي في الحج حسين بن حسن قال : اكترينا حمارا، ركبه الإمام أبو المظفر إلى خرق، وبينها وبين مرو ثلاثة فراسخ، فنزلنا وقلت : ما معنا إلا إبريق خزف، فلو اشترينا آخر ؟ فأخرج خمسة دراهم، وقال : يا حسين، ليس معي إلا هذه، خـذ واشتر، ولا تطلب بعدها مني شيئا. قال : فخرجنا على التجريد، وفتح الله لنا | أبو المظفر السمعاني |

فمن مؤلفاته:
1. قواطع الأدلة.
2. البرهان في الخلاف.
3. الأوسط في الخلاف.
4. الاصطلام في الخلاف بين الإمامين الشافعي وأبي حنيفة، طُبع لأول مرة بتحقيق: أ.د. نايف بن نافع العمري عن دار المنار للطبع والنشر والتوزيع، القاهرة بين: (1412هـ - 1992م) إلى (1416هـ - 1995م) وهي تُشَكّل نصف الكتاب فقط، وقد أعاد المحقق إخراج الكتاب كاملاً لدى دار أسفار الكويت (1442هـ-2021م) في 4 مجلدات: اشتَمَل الأَوّلان منهما على الأربعة السابقة الصادرة عن دار المنار، واشتَمَل الآخَران على بقية الكتاب.[6]
5. تفسير القرآن، طُبع بتحقيق: ياسر بن إبراهيم وغنيم بن عباس بن غنيم، عن دار الوطن، الرياض، سنة 1418هـ- 1997م.[7]
6. منهاج أهل السنة.
7. الانتصار لأصحاب الحديث، طُبع بتحقيق: محمد بن حسين بن حسن الجيزاني، عن مكتبة أضواء المنار - السعودية، سنة 1417هـ - 1996م. [8]
8. الرد على القدرية.
9. الرسالة القوامية.

## وفاته
توفي يوم الجمعة ثالث عشر ربيع الأول سنة 489 في مرو، وعاش 63 سنة.

## هوامش
- 1 السمعاني: نسبة إلى سمعان بطن من تميم.
- 2 المروزي: نسبة إلى مدينة مرو.